# Kiła wrodzona

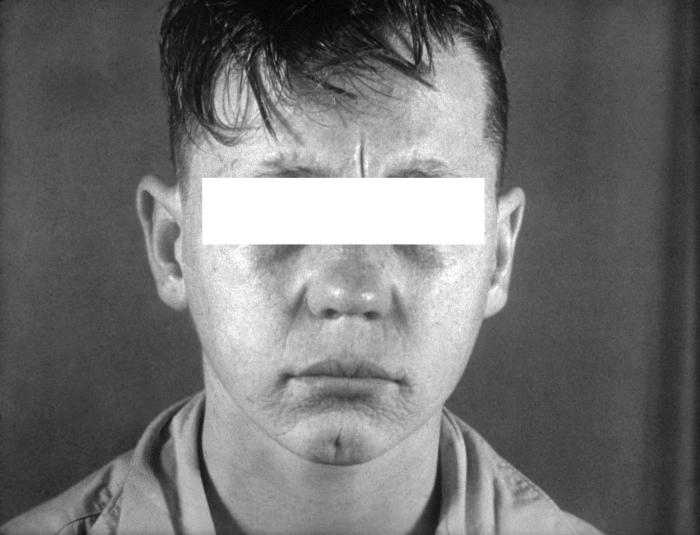
Blizny o promienistym układzie wokół ust pacjenta z kiłą wrodzoną

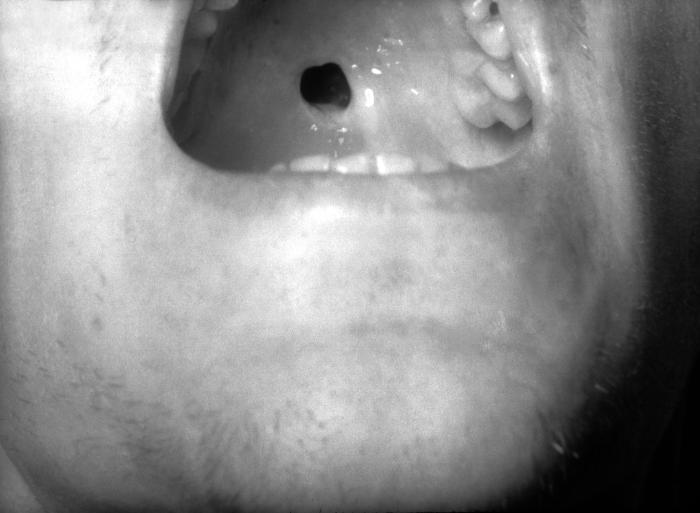
Perforacja podniebienia twardego u pacjenta z kiłą wrodzoną

Kiła wrodzona – zakażenie krętkiem Treponema pallidum może nastąpić w każdym okresie ciąży, ale zmiany charakterystyczne dla kiły wrodzonej obserwuje się w przypadku zakażenia po 4 miesiącu ciąży, gdy zaczyna rozwijać się układ odpornościowy płodu. Wynika z tego, że patogeneza kiły wrodzonej zależna jest bardziej  od odpowiedzi immunologicznej gospodarza niż od bezpośredniego szkodliwego wpływu T. pallidum. Ryzyko zakażenia płodu przez matkę chorą na kiłę wczesną wynosi 75–95% i zmniejsza się do około 35% jeżeli choroba trwa ponad 2 lata. Niewielkie ryzyko infekcji płodu dotyczy matek chorych na kiłę późną i utajoną. Natomiast zastosowanie odpowiedniego leczenia u matek przed 16 tygodniem ciąży powinno zapobiec zakażeniu płodu. Brak leczenia kiły u ciężarnej w 40% przypadków doprowadzi do śmierci płodu (częściej dochodzi do urodzeń martwych niż poronień), wcześniactwa, śmierci w okresie okołonoworodkowym lub rozwinięcia się objawów kiły wrodzonej. Przeprowadzone badania retrospektywne ujawniły, że u matek chorujących na kiłę ponad 2 lata 21% ciąż zakończyło się poronieniem lub urodzeniem martwego noworodka, 13% urodzeniem dziecka, która zmarło w pierwszych 2 miesiącach życia, 43% urodzeniem noworodka z cechami kiły wrodzonej a 23% urodzeniem zdrowego dziecka.
Jak z powyższych danych wynika, najczęściej spotykaną sytuacją jest noworodek bez klinicznych cech choroby, ale z dodatnimi testami w kierunku kiły.
W chwili obecnej uważa się, że wykonywanie testów w kierunku kiły we wczesnej ciąży jest uzasadnione ekonomicznie i zalecane wśród rutynowych badań w przebiegu ciąży.
W grupach wysokiego ryzyka badania przesiewowe powinny być powtórzone także w III trymestrze ciąży jak i przy porodzie.

## Objawy i przebieg

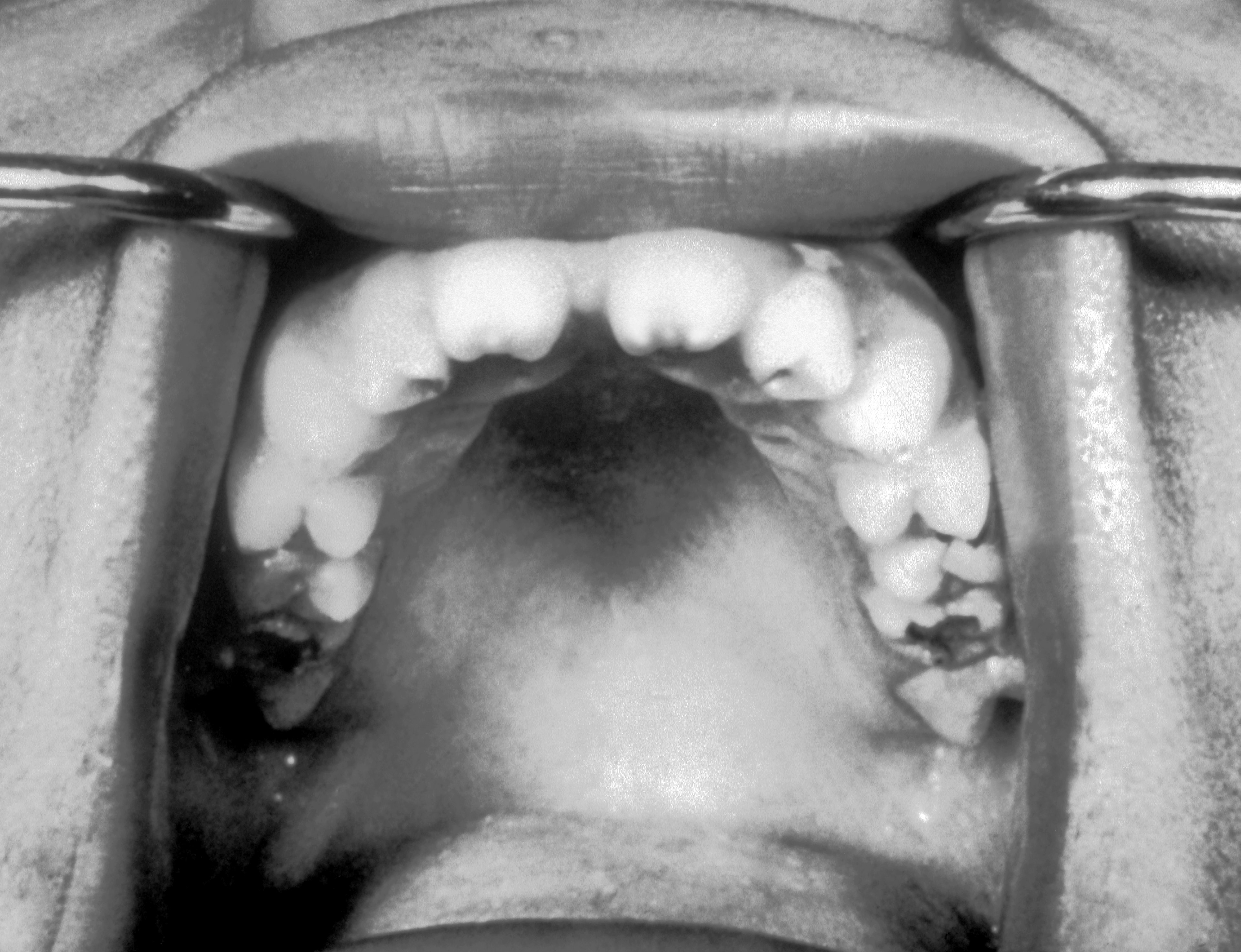
Siekacze z wcięciami, nazywane zębami Hutchinsona, które są charakterystyczne dla kiły wrodzonej

Objawy kiły wrodzonej można podzielić na trzy grupy w zależności od czasu ich wystąpienia:
- objawy wczesne, które występują do 2 roku życia (jednakże zdecydowanie najczęściej pomiędzy 2 a 10 tygodniem życia)
- objawy późne, które pojawiają się po 2 roku życia i są niezakaźne
- objawy zejściowe.

Pierwszym objawem kiły wrodzonej jest sapka, czyli obecność wydzieliny w przewodach nosowych. Dopiero w następnym okresie dochodzi do pojawienia się zmian skórno-śluzówkowych, które przyjmują postać zmian pęcherzy lub pęcherzyków, wybroczyn, zmian grudkowo-łuskowych lub kłykcin kończystych.
Innymi charakterystycznymi symptomami kiły wrodzonej są zmiany zapalne w obrębie kości lub chrząstki zwłaszcza w okolicy przynasad kości długich, hepatosplenomegalia, powiększenie węzłów chłonnych, niedokrwistość i żółtaczka z małopłytkowością oraz hiperleukocytozą. Kiła wrodzona może również przebiegać pod postacią zespołu nerczycowego, gdzie w patogenezie tego zespołu biorą udział krążące kompleksy immunologiczne, a także białego zapalenia płuc. Charakterystycznymi znamionami kiły wrodzonej są zęby Hutchinsona – szeroko rozstawione, zagłębione górne siekacze i trzonowce w kształcie owoców morwy, czyli zęby z licznymi, ale słabo wykształconymi guzkami. Do innych typowych cech w obrębie twarzy zalicza się także wypukłe kości czołowe i siodełkowaty nos oraz słabo wykształcone kości szczękowe.
Kiłą wrodzoną późną określa się przypadki kiły wrodzonej nieleczone przez okres co najmniej pierwszych 2 lat życia.
60% tych przypadków przebiega w sposób subkliniczny, w pozostałych przypadkach różni się przebiegiem od kiły późnej dorosłych. We wrodzonej kile późnej niezmiernie rzadko obserwuje się zajęcie układu sercowo-naczyniowego. Natomiast częstymi objawami są:
- śródmiąższowe zapalenie rogówki,
- głuchota związana z uszkodzeniem nerwu słuchowego,
- nawracające wysięki stawowe, które w przypadku zajęcia stawów kolanowych noszą nazwę stawów Cluttona.

Częstymi też są przypadki kilakowatego zapalenia okostnej doprowadzające w wieku 5–20 lat do zmian podniebienia i przegrody nosowej. Jedynie kiła późna układu nerwowego przebiega w obu postaciach podobnie.

## Leczenie
- Wszystkie dzieci urodzone przez seropozytywne matki – podanie jednorazowo penicyliny benzatynowej G w dawce 50000 IU/kg.

- Kiła wrodzona wczesna – penicylina krystaliczna 50000 j. na kilogram masy ciała dwa razy dziennie przez 15 dni i.v., penicylina prokainowa 300000 j. na kilogram masy ciała dwa raz dziennie przez 15 dni i.m.

- Kiła wrodzona późna – penicylina prokainowa 600000 j. do 1200000 j., w zależności od masy ciała, przez 30 dni.

W przypadku ciężkiej alergii penicylinowej, ale tylko u dzieci powyżej 1 miesiąca życia, ewentualnie stosuje się erytromycynę doustnie 7,5–12,5 mg/kg 4 x dziennie przez 30 dni.

## Klasyfikacja ICD10
| kod ICD10     | nazwa choroby                                                           |
| ------------- | ----------------------------------------------------------------------- |
| ICD-10: A50   | Kiła wrodzona                                                           |
| ICD-10: A50.0 | Kiła wrodzona wczesna objawowa                                          |
| ICD-10: A50.1 | Kiła wrodzona wczesna utajona                                           |
| ICD-10: A50.2 | Kiła wrodzona wczesna, nie określona                                    |
| ICD-10: A50.3 | Kiłowa wrodzona późna okulopatia                                        |
| ICD-10: A50.4 | Kiła późna układu nerwowego [kiła układu nerwowego wieku młodzieńczego] |
| ICD-10: A50.5 | Inne postacie kiły wrodzonej późnej objawowej                           |
| ICD-10: A50.6 | Kiła wrodzona późna utajona                                             |
| ICD-10: A50.7 | Kiła wrodzona późna, nie określona                                      |
| ICD-10: A50.9 | Kiła wrodzona, nie określona                                            |